# Alkaid
Alkaid (Eta Ursae Majoris, η UMa) – jedna z jaśniejszych gwiazd w gwiazdozbiorze Wielkiej Niedźwiedzicy. Odległa od Słońca o około 104 lat świetlnych.

## Nazwa
Tradycyjna nazwa gwiazdy, Alkaid, wywodzi się od arabskiego wyrażenia ‏قائد بنات نعش‎ qāʾid bināt naʿsh, co oznacza „pierwszą z płaczek” („płaczkami” były Alkaid, Mizar i Alioth). Inną nazwą tej gwiazdy jest Benetnash, zapisana przez Bayera, pochodząca od drugiej części tego wyrażenia. Międzynarodowa Unia Astronomiczna w 2016 formalnie zatwierdziła użycie nazwy Alkaid dla określenia tej gwiazdy.

## Charakterystyka obserwacyjna
Jest to najdalej wysunięta na wschód gwiazda Wielkiego Wozu, położona na końcu jego „dyszla”. Alkaid i Dubhe mają odmienny ruch własny niż pięć pozostałych gwiazd tworzących asteryzm, przez co w dalekiej przyszłości straci on znany dziś kształt.
Wielkość obserwowana tej gwiazdy to 1,86m. Jej absolutna wielkość gwiazdowa to −0,67m.

## Charakterystyka
Alkaid to błękitna gwiazda ciągu głównego należąca do typu widmowego B3. Pomiary jej temperatury dają rozbieżne wartości od 15 700 do 17 900 K, co może wiązać się z szybkim tempem obrotu gwiazdy – ma ona gorętsze bieguny, gdzie otoczka jądra jest cieńsza. Średnia temperatura wydaje się niska jak na ten typ widmowy. W związku z tą cechą gwiazda emituje niewiele promieniowania rentgenowskiego. Jasność tej gwiazdy jest 580 razy większa niż jasność Słońca, a promień – według pomiarów interferometrycznych jest 3,2 razy większy niż promień Słońca. Jest to młoda gwiazda, ma obecnie około 15 milionów lat i przy masie pięć razy większej niż masa Słońca spędzi na ciągu głównym  jeszcze 80 milionów lat, po czym stanie się olbrzymem i, odrzuciwszy otoczkę, zakończy życie jako biały karzeł o masie około 0,85 M☉.